# Luftslottet som sprängdes (filme)
Luftslottet som sprängdes (bra: A Rainha do Castelo de Ar; prt: Millennium 3 - A Rainha no Palácio das Correntes de Ar) é um filme dano-germano-sueco de 2009, dos gêneros drama, suspense e policial, dirigido por Daniel Alfredson, com roteiro de Ulf Ryberg baseado no livro homónimo de Stieg Larsson.

## Elenco
- Noomi Rapace... Lisbeth Salander
- Michael Nyqvist... Mikael Blomkvist
- Tehilla Blad... Lisbeth Salander (jovem)
- Lena Endre... Erika Berger